# Manicaland
Manicaland – prowincja położona we wschodniej części Zimbabwe. Ma powierzchnię 35 459 km², populacja oscyluje w granicach 1,6 mln osób. Stolicą prowincji jest Mutare.

## Informacje ogólne
Nazwa prowincji pochodzi od faktu, iż ziemie te zajęte były w przeszłości przez plemię Manyika, należące do ludu Szona, posługującą się swoim własnym wariantem języka.

## Szkolnictwo
W Manicaland działa szkoła St David’s Girls High School (znana również jako: Bonda Mission lub St. Davids Bonda). Mieści się ona w wiosce Bonda niedaleko Juliusdale. Szkoła przeżywała okres rozkwitu w latach 1960–1990. Najbliższe znaczące miasto, Mutare, znajduje się około 90 km od szkoły. Inne pobliskie miasta to Nyanga i Rusape. 

## Podział administracyjny

### Dystrykty
- Buhera
- Chimanimani
- Chipinge
- Makoni
- Mutare
- Mutasa
- Nyanga